# Крутяков, Иван Фёдорович
Иван Фёдорович Крутяков — советский хозяйственный, государственный и политический деятель.

## Биография
Родился в 1917 году в деревне Бережок. Член КПСС.
С 1938 года — на хозяйственной, общественной и политической работе. В 1938—1984 гг. — технолог, начальник технического бюро, заместитель начальника, начальник цеха, заместитель директора завода, директор Уралвагонзавода, директор Нижне-Тагильского филиала УПИ.
Лауреат Государственной премии СССР (1974).
Делегат XXV съезда КПСС.
Почётный гражданин города Нижний Тагил (1979).
Умер в Нижнем Тагиле 20 февраля 2009 года. Похоронен на кладбище «Пихтовые горы».